# أستبانث كلدرون
أستبانث كلدرون (بالإسبانية: Serafín Estébanez Calderón)‏ (1799 - 1876 م) هو أديب رومنتيكي أسباني متأثر بالثقافة العربية.
من أهم آثاره: «متن الضابط في مراكش» وفيه يقدم للضابط الإسباني الذي سينخرط في الحرب في المغرب دليلاً تاريخياً وجغرافياً لهذه البلاد.

## روابط خارجية
- أستبانث كلدرون على موقع الموسوعة البريطانية (الإنجليزية)